# Гуидо Нантски
Вижте пояснителната страница за други личности с името Гуидо.
Гуидо Нантски или Видо (на френски: Guy de Nantes, Guido (Wido), † 802/814) от фамилията Гвидони, клон Ламбертини, е граф на Нант през 799 г., маркграф на Бретонската марка и през 802 г. missus regis в Турен.

## Биография
Той е син на Ламберт от фамилията Гвидони от Австразия и на Деотбрика от Бозонидите.
През 782 г. Гуидо се отказва, след изискванията на Карл Велики, от манастир Метлах, собственост на баща му. През 796 г. той е собственик с брат си Варнхарий на манастир Хорнбах.
През 799 г. Гуидо получава управлението на Нант и Бретонската марка, неговият брат Фродоалд (Хродолт) му е подчинен като граф на Ван. След три години (802) той е императорски missus в Турен.
Гуидо е последван като граф на Нант от 806 г. и от 818 г. в марката като маркграф от неговия син Ламберт I Нантски.